# Bogdan Petriceicu Hasdeu
Bogdan Petriceicu Hasdeu, nombre elegido en 1857, nombre de nacimiento Tadeu Hasdeu;  (Jotín (hoy Ucrania), 26 de febrero de 1838-Câmpina, 25 de agosto de 1907) fue un escritor y filólogo rumano del que se cree que dominaba 26 lenguas. 
Nacido en la Rusia Imperial, era hijo del famoso escritor Alexandru Hâjdeu. Estudió en la Universidad de Járkov y combatió con los húsares del ejército ruso en la Guerra de Crimea. Establecido en Iaşi en 1858, trabajó como profesor de instituto y bibliotecario y en 1863 se mudó a Bucarest donde fue profesor de filología en la Universidad de Bucarest y trabajó para la publicación satírica Aghiuţă que se dejaría de editar en 1864 y en los Archivos nacionales de Rumanía. 
Como filólogo, estuvo metido en la disputa del origen latino del rumano y llegó a la conclusión de que en rumano las palabras eslavas no llegaron nunca a usarse tanto como las de origen latino. 
Estuvo además inmerso en diversos asuntos políticos y se hizo espiritista tras la muerte de su única hija Iulia.
Está enterrado en el Cementerio de Bellu de Bucarest.

## Obras

### Obras científicas
- Arhiva historică a României (1865-1867)
- Columna lui Traian, 1870
- Cuvente den Batrâni (2 volúmenes, 1878-1881)
- Istoria etnică a Românilor (1875)
- Psaltirea lui Coresi (1881)
- Etymologicum magnum Romaniae (1886), comenzó este diccionario de lengua rumana aunque no pudo pasar de la B.

### Otras
- Răsvan şi Vidra (novela sobre el voivoda moldavo-gitano, Ştefan Răzvan)
- Domniţa Ruxandra. In, he wrote
- Sic Cogito (1891-92, trabajo teórico del espiritismo como filosofía),